# Kanton Chaumont-en-Vexin
Kanton Chaumont-en-Vexin (fr. Canton de Chaumont-en-Vexin) je francouzský kanton v departementu Oise v regionu Hauts-de-France. Skládá se z 72 obcí. Před reformou kantonů 2014 ho tvořilo 37 obcí.

## Obce kantonu
od roku 2015:
| - Abbecourt - Bachivillers - Beaumont-les-Nonains - Berthecourt - Boissy-le-Bois - Boubiers - Bouconvillers - Boury-en-Vexin - Boutencourt - Cauvigny - Chambors - Chaumont-en-Vexin - Chavençon - Corbeil-Cerf - Le Coudray-sur-Thelle - Courcelles-lès-Gisors - Delincourt - Le Déluge - Énencourt-Léage - Énencourt-le-Sec - Éragny-sur-Epte - Fay-les-Étangs - Fleury - Fresneaux-Montchevreuil | - Fresne-Léguillon - Hadancourt-le-Haut-Clocher - Hardivillers-en-Vexin - Hénonville - Hodenc-l'Évêque - Ivry-le-Temple - Jaméricourt - Jouy-sous-Thelle - Laboissière-en-Thelle - Lachapelle-Saint-Pierre - Lattainville - Lavilletertre - Liancourt-Saint-Pierre - Lierville - Loconville - Le Mesnil-Théribus - Monneville - Montagny-en-Vexin - Montjavoult - Montreuil-sur-Thérain - Monts - Mortefontaine-en-Thelle - Mouchy-le-Châtel - Neuville-Bosc | - La Neuville-d'Aumont - La Neuville-Garnier - Noailles - Novillers - Parnes - Ponchon - Pouilly - Reilly - Ressons-l'Abbaye - Saint-Crépin-Ibouvillers - Saint-Sulpice - Sainte-Geneviève - Senots - Serans - Silly-Tillard - Thibivillers - Tourly - Trie-Château - Trie-la-Ville - Valdampierre - Vaudancourt - Villers-Saint-Sépulcre - Villers-sur-Trie - Villotran |

před rokem 2015:
| - Bachivillers - Boissy-le-Bois - Boubiers - Bouconvillers - Boury-en-Vexin - Boutencourt - Chambors - Chaumont-en-Vexin - Courcelles-lès-Gisors - Delincourt - Énencourt-Léage - Énencourt-le-Sec - Éragny-sur-Epte - Fay-les-Étangs - Fleury - Fresne-Léguillon - Hadancourt-le-Haut-Clocher - Hardivillers-en-Vexin - Jaméricourt | - Lattainville - Lavilletertre - Liancourt-Saint-Pierre - Lierville - Loconville - Monneville - Montagny-en-Vexin - Montjavoult - Parnes - Reilly - Senots - Serans - Thibivillers - Tourly - Trie-Château - Trie-la-Ville - Vaudancourt - Villers-sur-Trie |